# Tableau de famille
Pour plus de détails, voir Fiche technique et Distribution.
Tableau de famille (titre original en italien Le fate ignoranti) est un film italien de Ferzan Özpetek, sorti en Italie en 2001 et en France le 9 janvier 2002. En 2022, Ferzan Özpetek adapte son film en série télévisée de 8 épisodes pour Disney+, sous le même titre.

## Synopsis
À la mort tragique de son mari Massimo, renversé par une voiture, Antonia, biologiste à Rome, découvre en recevant un tableau et une carte où il est écrit « la tua fata ignorante » — pouvant être traduit par « ta fée qui ne sait rien », que ce dernier avait une liaison depuis sept ans. Partant à la recherche de cette maîtresse, elle découvre que c'était en réalité un amant, Michele. Après un moment de méfiance, tous deux vont apprendre à se connaître, à s'accepter, à se comprendre ; Antonia découvre alors l'autre famille de Massimo, ses amis, aux modes de vie libres et aux identités sexuelles et de genre diverses.

## Distribution
- Margherita Buy : Antonia
- Stefano Accorsi : Michele
- Serra Yılmaz : Serra
- Andrea Renzi : Massimo
- Gabriel Garko : Ernesto
- Erika Blanc : Veronica
- Rosaria Di Cicco : Luisella
- Simone Luzi : Simone
- Marilena Paci : Marilena
- Barbara Folchitto : Maria Grazia
- Carmine Recano : Israele

## Fiche technique
- Réalisation : Ferzan Özpetek
- Scénario : Ferzan Özpetek et Gianni Romoli
- Directeur de la photographie : Pasquale Mari
- Montage : Patrizio Marone
- Décors : Bruno Cesari
- Musique : Andrea Guerra
- Genre : Comédie dramatique
- Durée : 91 min
- Langue : italien et turc
- Distribution  : Cinévia Films
- Dates de sorties :
  - Italie : 16 mars 2001
  - France : 9 janvier 2002

## Distinctions
- 2001 au cinéma : Rubans d'argent du meilleur acteur, de la meilleure actrice et du meilleur producteur, attribués par le Syndicat national des journalistes cinématographiques italiens.